# Линьчжоу
Линьчжо́у (кит. упр. 林州, пиньинь Línzhōu) — городской уезд городского округа Аньян провинции Хэнань (КНР). Название означает «область Линь»; он назван в честь существовавшей в средние века административной единицы, органы власти которой размещались в этих местах.

## История
При империи Западная Хань в 205 году до н. э. в этих местах был создан уезд Лунлюй (隆虑县), названный в честь горы Лунлюйшань. При империи Восточная Хань из-за практики табу на имена, чтобы избежать употребления входившего в личное имя императора Шан-ди иероглифа «лун», уезд Лунлюй был в 106 году переименован в Линьлюй (林虑县). При империи Северная Вэй в 445 году эти земли были переданы под юрисдикцию столичного Ечэна, но в 497 году уезд Линьлюй был создан вновь. В 528 году из уезда Линьлюй был выделен уезд Линьци (临淇县). При империи Суй в 605 году уезд Линьци был вновь присоединён к уезду Линьлюй.
После того, как эти земли завоевали чжурчжэни и включили их в состав своей империи Цзинь, уезд был в 1215 году повышен в статусе до области — так появилась область Линьчжоу (林州). После монгольского завоевания область была в 1265 году понижена в статусе до уезда, но в 1269 году уезд был вновь поднят в статусе до области. При империи Мин область была в 1370 году опять понижена в статусе до уезда — так появился уезд Линьсянь (林县).
В 1949 году был создан Специальный район Аньян (安阳专区) провинции Пинъюань, и уезд вошёл в его состав. В 1952 году провинция Пинъюань была расформирована, и Специальный район Аньян перешёл в состав провинции Хэнань. В 1958 году Специальный район Аньян был присоединён к Специальному району Синьсян (新乡专区).
Постановлением Госсовета КНР от 19 декабря 1961 года был вновь образован Специальный район Аньян, и уезд опять вошёл в его состав. В 1968 году Специальный район Аньян был переименован в Округ Аньян (安阳地区). В 1983 году округ Аньян был расформирован, и был создан городской округ Аньян.
Постановлением Госсовета КНР от 24 января 1994 года был расформирован уезд Линьсянь, а вместо него образован городской уезд Линьчжоу.

## Административное деление
Городской уезд делится на 4 уличных комитета, 15 посёлков и 1 волость.